# جاش ماستل
جاش ماستل (انگلیسی: Josh Mostel؛ زادهٔ ۲۱ دسامبر ۱۹۴۶) یک هنرپیشه اهل ایالات متحده آمریکا است. وی از سال ۱۹۷۱ میلادی تاکنون مشغول فعالیت بوده‌است.

## گزیده فیلمشناسی
از فیلم‌ها یا برنامه‌های تلویزیونی که وی در آن نقش داشته‌است می‌توان به آثار زیر اشاره کرد.
- هری و تونتو (۱۹۷۴)
- انتخاب سوفی (۱۹۸۲)
- مواضع سازشکارانه (۱۹۸۵)
- گودال پول (۱۹۸۶)
- روزگار رادیو (۱۹۸۷)
- وال استریت (۱۹۸۷)
- تانگو برهنه (۱۹۹۰)
- حقه‌بازان شهر (۱۹۹۱)
- کوچک‌مردی به نام تیت (۱۹۹۱)
- تعقیب (۱۹۹۴)
- خاطرات بسکتبال (۱۹۹۵)
- بیلی مدیسن (۱۹۹۵)
- آرزوهای بزرگ (فیلم ۱۹۹۸) (۱۹۹۸)
- راندرز (فیلم) (۱۹۹۸)
- ولگردها (۲۰۰۱)
- وضعیت فعلی (۲۰۰۸)